# Seconda battaglia dei laghi Masuri
La seconda battaglia dei laghi Masuri (conosciuta anche come la battaglia d'inverno dei laghi Masuri) è stata un episodio del Fronte orientale della prima guerra mondiale durante il quale l'esercito tedesco avanzò oltre il fiume Vistola sfondando le linee russe.

## Contesto
Il capo di stato maggiore tedesco Erich von Falkenhayn, convinto che le sorti della guerra dipendessero dall'andamento dei combattimenti sul fronte occidentale, esitava a sostenere il generale Paul von Hindenburg sul fronte orientale. Qui Hindenburg, che aveva personalmente guidato l'offensiva delle Potenze centrali nella prima battaglia dei laghi Masuri, aveva ordinato al generale Alexander von Linsingen di attaccare l'esercito russo nei Carpazi e, ancora più a sud, aveva chiesto al generale austriaco Svetozar Borojević von Bojna di intervenire nell'assedio di Przemyśl.
Hindenburg aveva ancora a disposizione l'8ª Armata di Fritz von Below e presto ricevette di supporto la 10ª Armata di Hermann von Eichhorn.

## La battaglia
Il 7 febbraio 1915, nel pieno di una tempesta di neve, l'8ª Armata di Below lanciò un attacco a sorpresa contro la 10ª Armata russa del generale Thadeus von Sievers e in una settimana riuscì ad avanzare di 70 km infliggendo pesanti perdite alle forze russe. Sievers dovette ritirarsi e migliaia di suoi uomini vennero fatti prigionieri.
Il 22 febbraio la 12ª Armata russa di Pavel von Plehve contrattaccò fermando l'avanzata tedesca.

## Conseguenze
Con la seconda battaglia dei laghi Masuri si esaurì l'offensiva tedesca verso nord. La Russia aveva subìto forti perdite, ma era riuscita ad impedire che l'esercito tedesco penetrasse a fondo nel territorio russo. Anche l'offensiva di von Lisingen a sud non aveva sortito i risultati sperati e la Germania non riuscì a costringere la Russia a ritirarsi dal conflitto.